# Kleine Wildstelle
Kleine Wildstelle är en bergstopp i Österrike.   Den ligger i distriktet Liezen och förbundslandet Steiermark, i den centrala delen av landet, 220 km sydväst om huvudstaden Wien. Toppen på Kleine Wildstelle är 2 123 meter över havet.
Terrängen runt Kleine Wildstelle är huvudsakligen bergig. Runt Kleine Wildstelle är det ganska glesbefolkat, med 21 invånare per kvadratkilometer.. Närmaste större samhälle är Schladming, 11,8 km nordväst om Kleine Wildstelle. 
Trakten runt Kleine Wildstelle består i huvudsak av gräsmarker.